# 奥吉尔维山脉
奥吉尔维山脉（英語：Ogilvie Mountains）是加拿大育空地区的一座山脉，位于道森市以北。该山脉为墓碑领地公园的一部分。该山脉最高峰为弗兰克雷山，海拔2,362米。著名山峰有墓碑山等。该山脉由威廉姆·奥吉尔维发现，之后以其名命名。

## 地理
该山脉位于道森市以北，登普斯特公路从公园内穿过。
该地区首次由威廉·奥吉尔维进行测绘，此后的山脉便以他的名字命名。
次级山脉
- 纳霍尼山脉

山峰
奥吉尔维山脉最著名的山峰位于墓石地区公园内。
该山脉中最高的山峰是弗兰克雷山，海拔为2,362米（7,749英尺）。
该山脉最为人们熟知的，带有锯齿状花岗岩的山峰有：
- 墓碑山
- 独石山